# マルコ・コルテッリーニ
マルコ・コルテッリーニ（Marco Coltellini、1724年5月24日 - 1777年11月）はイタリアの詩人。とくにオペラのリブレット作家として知られる。

## 生涯
コルテッリーニはリヴォルノで生まれ、はじめカトリックの聖職者としての道を歩んだが、後に聖職から離れて結婚している。
1750年代の終わりから主にカンタータやメロドラマの作詞家として活動し、また1762年にはリヴォルノの印刷所を買収して出版活動も行った。1761年にリヴォルノで初演された『アルメリア』（Armeria、ジャン・フランチェスコ・デ・マヨ作曲）以降、主にリブレット作家として活動した。
代表作に1763年にウィーンで初演された『タウリスのイフィジェニア』（Ifigenia in Tauride、トラエッタ作曲）があり、この作品が成功したことからウィーン宮廷に招かれ、メタスタージオの後継者の宮廷詩人の地位を得た。コルテッリーニは約10年間にわたってウィーンで働き、この時期の作品に『テレマコ』（Telemaco, ossia L'isola di Circe、1765年初演、グルック作曲）、『アモーレとプシケ』（Amore e Psiche、1767年初演、ガスマン作曲）、『みてくれのばか娘』（La finta semplice、1769年初演、モーツァルト作曲）、『アルミーダ』（Armida、1766-1767年ごろジュゼッペ・スカルラッティ作曲。1771年にサリエリも作曲）などがある。ウィーン時代のコルテッリーニはラニエーリ・デ・カルツァビージの影響が強く、オペラ改革の一角を担った。オペラ・ブッファに関してはしばしばカルロ・ゴルドーニ作品を改作している。
1772年からコルテッリーニはサンクトペテルブルク宮廷に移り、改革派オペラ『アンティゴナ』（Antigona、トラエッタ作曲）を書いた。1777年の『ルチンダとアルミドーロ』（Lucinda ed Armidoro、パイジェッロ作曲）が最後の作品となった。
1777年にサンクトペテルブルクで没した。ボナヴェントゥーラ (it:Arnaldo Bonaventura) はエカテリーナ2世を諷刺したために毒殺されたという説を述べているが、モーゼル (Robert-Aloys Mooser) はこの説を批判している。